# Ray Ewry
Raymond Clarence "Ray" Ewry (Lafayette, SAD, 14. listopada 1873. – New York, 29. rujna 1937.) je bio američki atletičar, osmerostruki olimpijski pobjednik.

## Sportski uspjesi
U svojoj karijeri je bio nepobjediv na Olimpijskim igrama u disciplinama skokova iz mjesta, koje su kasnijih godina ukinute iz atletskog programa Igara. Na Igrama u Parizu 1900. godine pobijedio je u sve tri discipline skokova iz mjesta: skok u dalj, skok u vis i troskok iz mjesta. Te su discipline vrlo slične današnjim disciplinama skokova, s tom razlikom da natjecatelj ne smije koristiti zalet već skokove obavlja iz stajaćeg položaja. Trostruku pobjedu ponovio je i na Igrama u St. Louisu 1904. godine. Nakon tih Igara ukinuta je disciplina troskoka iz mjesta, tako da je Ewry na sljedećim Igrama u Londonu 1908. godine obranio naslove u preostale dvije discipline. To je povećalo njegov ukupni skor na osam zlatnih medalja.
Skokovi iz mjesta su skinuti iz programa Igara 1912. godine.

## Je li Ray Ewry jedan od najvećih Olimpijaca svih vremena?
Službeni broj zlatnih medalja koje je Ewry osvojio je osam, što ga na popisu najuspješnijih olimpijaca svih vremena stavlja među prvih 10. Međutim, Ewry je nastupio i na tzv. Olimpijskim međuigrama, održanim 1906. godine u Ateni, na 10. godišnjicu prvih modernih Olimpijskih igara. I tada je ovaj sjajni sportaš osvojio zlata u obje discipline skoka iz mjesta, u vis i u dalj. S obzirom na to da je to natjecanje bilo održano pod službenom organizacijom Međunarodnog olimpijskog odbora može se smatrati da bi i rezultate s tih Igara trebalo uključiti kao ravnopravne ostalim izdanjima Igara. Tada bi Ewry imao ukupno 10 osvojenih zlatnih medalja, i time pretekao Larisu Latinjinu, koja je na službenim tablicama danas druga najuspješnija Olimpijka svih vremena s devet zlata. Službeno, MOO ipak do danas ne priznaje Olimpijske međuigre iz Atene kao ravnopravne ostalim Olimpijskim igrama. Time Ewryevi rezultati nisu manje veličanstveni, te on i dalje ostaje svakako jedna od najimpozantnijih olimpijskih sportskih figura u povijesti modernih Igara.

## Vanjske poveznice
- Životopis Raya Ewryja na službenim stranicama Olimpijskog odbora